# Маловисковский молочный комбинат
Маловисковский молочный комбинат — предприятие пищевой промышленности в городе Малая Виска Кировоградской области Украины.

## История
Предприятие было построено после окончания Великой Отечественной войны и введено в эксплуатацию как Маловисковский завод сухого молока.
По итогам социалистического соревнования 1967 года завод был награждён Ленинской юбилейной Почётной грамотой ЦК КП Украины, Президиума Верховного Совета УССР, Совета министров УССР и республиканского совета профсоюзов, а также внесён в Ленинскую книгу трудовой славы Кировоградской области.
В дальнейшем, завод оставался одним из передовых предприятий города. В 1970 году он произвёл 3354 тонны цельномолочных продуктов, 1993 тонны сливочного масла и 1740 тонн сухого молока.
В целом, в советское время завод входил в число крупнейших предприятий города.
После провозглашения независимости Украины завод перешёл в ведение Государственного комитета пищевой промышленности Украины. В дальнейшем, государственное предприятие было преобразовано в открытое акционерное общество. В мае 1995 года Кабинет министров Украины утвердил решение о приватизации завода.
Позднее открытое акционерное общество было реорганизовано в закрытое акционерное общество и переименовано в Маловисковский молочный комбинат.